# Hanvai J. Ede
Hanvai J. Ede (szlovákul Eduard Hanvai, eredetileg Hosztek, 1875 – 1947. július 22.) a dobsinai állami polgári fiúiskola igazgatója, diákturistaút-szervező, bánya- és vaskohómérnök, MÁVAG műszaki tanácsos. Hat gyermeke született, Endre, Pálma, Natália, Katalin, Valéria és Márton.

## Élete
Apósa, Ruffinyi Jenő (1846–1924) mérnök fedezte fel a dobsinai-jégbarlangot. A dobsinai polgári iskolában diákotthont rendezett be.
A zólyombrézói vasgyár főmérnöke és tartalékos szakaszvezető hadnagy volt. Az első világháborúban Przemysl váránál orosz hadifogságba esett, Orenburgban volt hadifogoly.
1936-ban kérvényezte a műemléki hivatalnál a dobsinai templom felújításának támogatását.
Az MKE Gömöri osztály választmányi tagja volt Rimaszombatban. Felesége Sefcsik Pálma.

## Művei
- Hanvai Ede: A dobsinai jégbarlang és környéke; szerzői, Dobsina, 1900
- 1910 Észak Magyarország a Magas Tátrával
- 1912 A dobsinai jégbarlang és környéke. Dobsina[3]
- 1926 Die Dobsinaer Eishöhle und ihre Umgebung. Bratislava
- 1932 A honismereti múzeum föld- és ásványtani szakosztályának kérése. Magyar Tanító XII, 29-30.